# Rise of the Dragon Empire
Rise of the Dragon Empire är det svenska power metal-bandet Bloodbounds åttonde studioalbum. Det släpptes i mars 2019 på AFM Records. Skivan släpptes även i Japan, samt i diverse utgåvor med bonusmaterial.
Rise of the Dragon Empire är bandets första album med trummisen Daniel Hansfeldt som ersatte Pelle Åkerlind.
Tre singlar föregick albumsläppet. En musikvideo spelades in till titelspåret och en textvideo till "The Warlock's Trail".

## Låtlista
1. "Rise of the Dragon Empire" – 4:37
2. "Slayer of Kings" – 5:03
3. "Skyriders and Stormbringers" – 3:51
4. "Magical Eye" – 3:51
5. "Blackwater Bay" – 3:56
6. "Giants of Heaven" – 4:05
7. "The Warlock's Trail" – 3:56
8. "A Blessing in Sorcery" – 3:51
9. "Breaking the Beast" – 4:12
10. "Balerion" – 4:41
11. "Reign of Fire" – 3:49

Bonusspår på japanska utgåvan
1. "Battle in the Sky" (live) – 4:20
2. "In the Name of Metal" (live) – 4:35
3. "Moria" (live) – 5:49

## Medverkande
Musiker
- Patrik Selleby – sång
- Tomas Olsson – gitarr
- Henrik Olsson – gitarr
- Anders Broman – basgitarr
- Fredrik Bergh – keyboard
- Daniel Hansfeldt – trummor

Bidragande musiker
- Andreas Johansson – bakgrundssång

Produktion
- Bloodbound – producent
- Patrik Selleby – inspelningstekniker
- Tomas Olsson – inspelningstekniker
- Fredrik Bergh – programmering, inspelningstekniker
- Ronny Milianowicz – inspelningstekniker
- Jonas Kjellgren – mixning, mastering
- Sebastian Levermann – mixning
- Tim Eckhorst – layout
- Tom Thiel – omslagskonst
- Björn Liljegrääs – fotoredigering
- Peter Mattsson – foto
- Susanna Olsson – foto

## Inspelningsinformation
Inspelningsstudior:
- Bloodbound Studios, Bollnäs
- Studio 315, Bollnäs
- Sniper Studio, Finspång
- Studio Seven, Örebro

Mixad och mastrad i Black Lounge Studios, Grangärde.